# YoungJu Choie
YoungJu Choie (최영주coréen : 최영주) est une mathématicienne sud-coréenne qui travaille en tant que professeure de mathématiques à l'Université des sciences et technologie de Pohang (POSTECH). Ses sujets de recherche comprennent la théorie des nombres et les formes modulaires.

## Formation et carrière
Choie est diplômée de l'Université féminine Ewha en 1982, et a obtenu son doctorat en 1986 de l'université Temple, sous la supervision de Marvin Knopp (en). Après des postes temporaires à l'université d'État de l'Ohio et l'université du Maryland, elle est devenue professeur adjoint à l'université du Colorado en 1989, et elle est partie à POSTECH en tant que professeure en 1990. Elle est titulaire de la chaire « Kwon, Kyungwhan » de professeur depuis 2004.

## Prix et distinctions
Choie a été rédactrice de l'International Journal of Number Theory depuis 2004. En 2010-2011, elle a été rédactrice en chef du Bulletin de la Société mathématique coréenne. En 2013, Choie est devenu l'une des premiers fellows de l'American Mathematical Society. Elle devient présidente de la société des femmes coréennes dans les sciences mathématiques (society of Korean Women in Mathematical Sciences) en 2017. Choie est devenue membre de l'Académie coréenne des Sciences et de la Technologie en 2018.